# Tổng thống Uruguay
Tổng thống Uruguay (tiếng Tây Ban Nha: Presidente del Uruguay), được gọi chính thức là tổng thống của Cộng hòa Phương Đông Uruguay (Presidente de la República Oriental del Uruguay), là nguyên thủ quốc gia và người đứng đầu chính phủ của Uruguay. Quyền của họ được xác định trong Hiến pháp của Uruguay. Cùng với Ban Thư ký của Tổng thống, Hội đồng Bộ trưởng và Giám đốc Văn phòng Kế hoạch và Ngân sách, Tổng thống là đảng của cơ quan hành pháp. Trong trường hợp vắng mặt, văn phòng của ông do phó tổng thống thực hiện. Đổi lại, tổng thống của nước cộng hòa là tổng tư lệnh các lực lượng vũ trang.
Kể từ năm 1990, nhiệm kỳ của tổng thống bắt đầu và kết thúc vào ngày 1 tháng 3. Ngày kết thúc nhiệm kỳ tổng thống tương tự này cũng xảy ra trong Hội đồng Chính phủ Quốc gia (1952-1967) và không có gì lạ kể từ năm 1839. Tổng thống hiện tại kể từ ngày 1 tháng 3 năm 2020 là Luis Lacalle Pou, tổng thống thứ 42 của Uruguay — và cũng là con trai của tổng thống thứ 36, Luis Alberto Lacalle.

## Quy định

### Yêu cầu
Việc sửa đổi Hiến pháp thiết lập các yêu cầu để trở thành tổng thống. Điều 151 quy định rằng tổng thống phải là công dân thực sự của đất nước hoặc đã được sinh ra từ công dân Uruguay nếu sinh ra ở nước ngoài. Tổng thống cũng phải ít nhất 35 tuổi và được đăng ký trong Cơ quan đăng ký công chức quốc gia.

### Bầu cử
Theo Hiến pháp hiện hành của Uruguay năm 1967 hoặc Hiến pháp của Uruguay năm 1997, tổng thống được bầu bằng hình thức phổ thông đầu phiếu trực tiếp với nhiệm kỳ 5 năm. Một người có thể được bầu lại vào chức vụ tổng thống bất kỳ lúc nào, nhưng không đủ điều kiện để tái đắc cử ngay lập tức. Tổng thống và phó tổng thống tranh cử trên một phiếu duy nhất do đảng của họ đệ trình. Trong trường hợp không có ứng cử viên nào đạt được đa số phiếu tuyệt đối (50% + 1), một cuộc bỏ phiếu được tổ chức giữa hai ứng cử viên hàng đầu. Trong trường hợp này, ứng cử viên nào đạt được đa số trong cuộc bỏ phiếu sẽ thắng cuộc bầu cử.

## Quyền lực và nhiệm vụ
Theo Điều 168 của Hiến pháp, tổng thống, hành động với bộ trưởng hoặc các bộ trưởng tương ứng, hoặc Hội đồng Bộ trưởng, bao gồm, được phân công:
1. Việc giữ gìn trật tự và sự yên bình bên trong và không có an ninh.
2. Bộ chỉ huy tất cả các lực lượng vũ trang.
3. Việc ban hành tất cả các luật, ban hành các quy định đặc biệt cần thiết để thực hiện nó.
4. Việc chuyển giao, cho Đại hội đồng Uruguay khi khai mạc các phiên họp thường kỳ, địa chỉ nhà nước của nước Cộng hòa.
5. Quyền phủ quyết luật mà tổng thống không thích.
6. Quyền đề xuất các dự án luật hoặc sửa đổi các luật đã ban hành trước đó.
7. Sa thải công chức do làm việc sai trái, không hiệu quả hoặc không đạt yêu cầu.
8. Quản lý các quan hệ ngoại giao và, với sự đồng ý của cơ quan lập pháp, quyền tuyên chiến.
9. Quyền ban bố tình trạng khẩn cấp khi cần thiết.
10. Sự chuẩn bị của ngân sách nhà nước.
11. Đàm phán các hiệp ước với sự phê chuẩn của cơ quan lập pháp.

## Vấn đề kế nhiệm
Điều 153 của Hiến pháp quy định rằng trong trường hợp Tổng thống và Phó Tổng thống vắng mặt, từ chức, phế truất hoặc qua đời, thì chức vụ Tổng thống của nước Cộng hòa sẽ do Thượng nghị sĩ chính thức đầu tiên trong danh sách được nhiều phiếu bầu nhất của đảng chính trị đảm nhận, mà họ đã được bầu chọn.

## Nơi ở
Dinh thự Suárez ở Montevideo là dinh thự chính thức của tổng thống. Địa điểm này đã được Adelina Lerena de Fein mua lại trong một cuộc đấu giá, và việc xây dựng một ngôi nhà ba tầng của kiến trúc sư trẻ Juan María Aubriot, đã được đặt hàng bởi gia đình Fein Lerena. Năm 1925, khi còn trẻ Luis Batlle Berres và Matilde Ibáñez Tálice gặp nhau khi đi dạo trước khu nhà này. Không lâu sau họ kết hôn. Năm 1947, Luis Batlle Berres đã là nguyên thủ quốc gia, và theo gợi ý của vợ ông, họ đã chọn dinh thự này làm nơi ở chính thức.
Dinh tổng thống Anchorena là dinh thự của tổng thống. Tọa lạc tại Bộ phận Colonia, cách Montevideo 208 km, là kết quả của di sản của nhà quý tộc Aarón de Anchorena, người đã trao khoảng 1.369 ha tài sản của mình cho Nhà nước Uruguay. Dinh thự kết hợp giữa phong cách Norman và Tudor.
Tổng thống cũng có quyền sử dụng một dinh thự ở Punta del Este, được gọi là "Woodland’s," và dùng làm nơi nghỉ dưỡng. Nó đã được tặng cho Nhà nước Uruguay bởi doanh nhân người Argentina Mauricio Litman.

Presidential residences
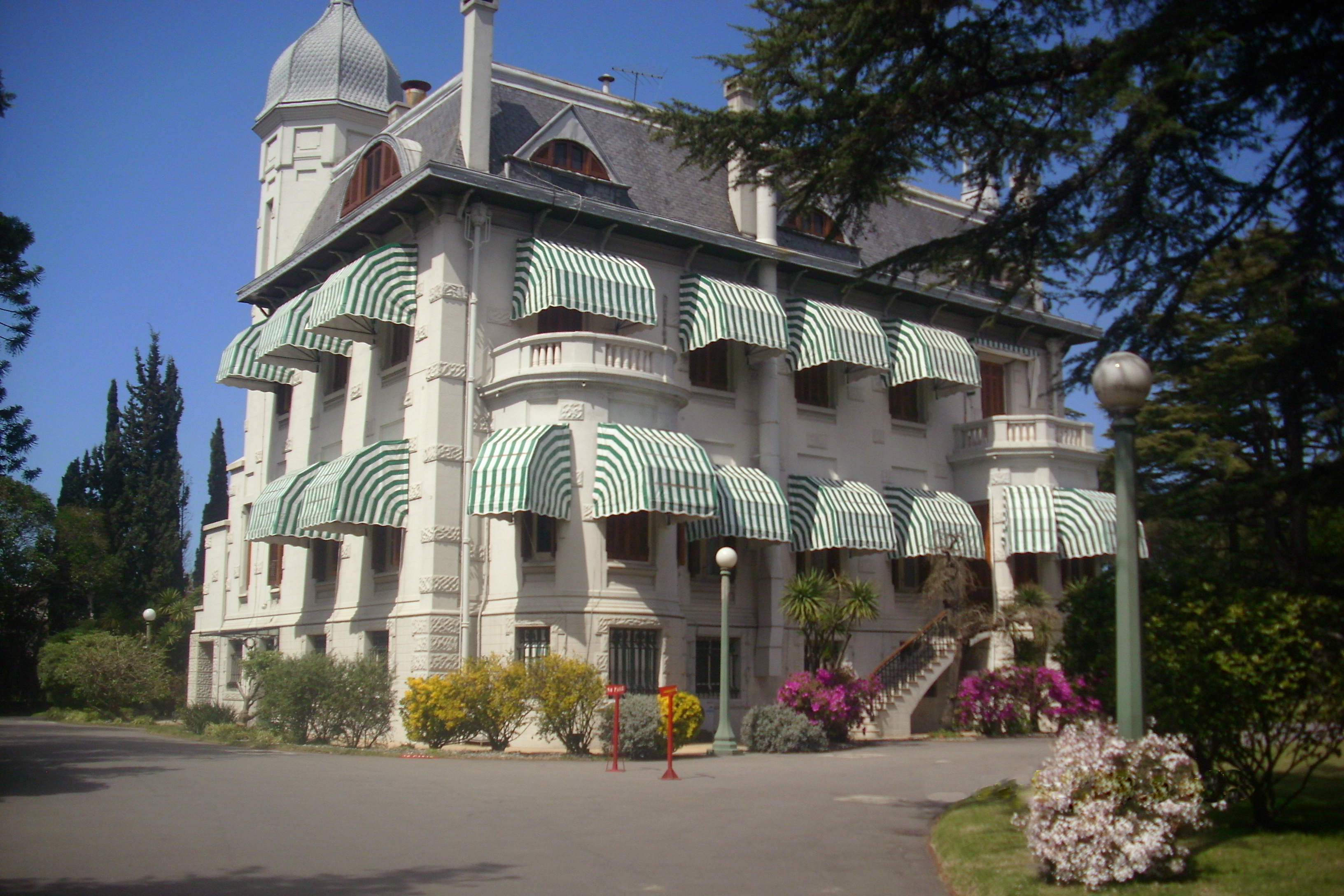
Residencia de Suárez, dinh thự Tổng thống
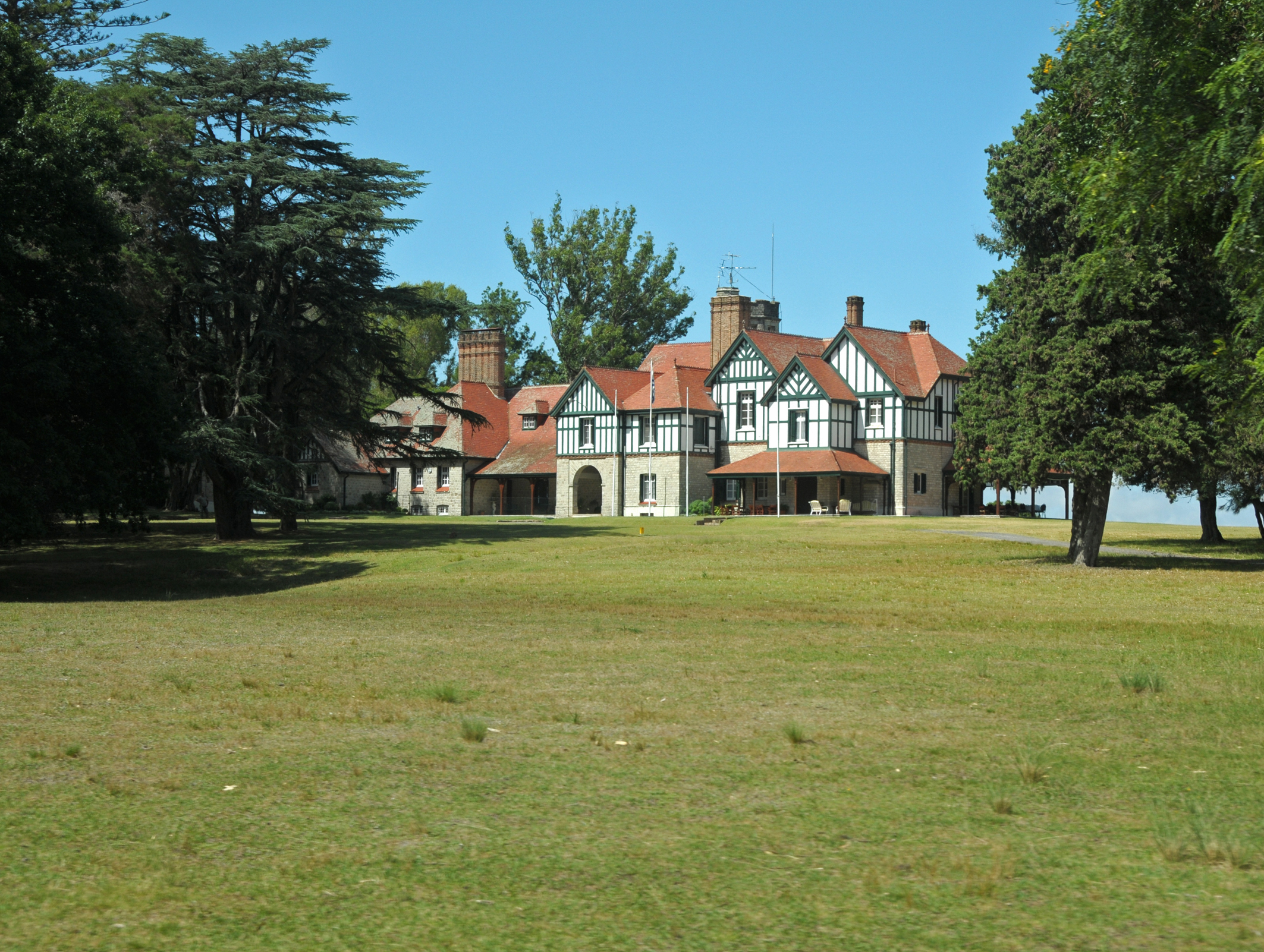
Anchorena Presidential Estate, nơi nghỉ ngơi của Tổng thống

## Danh sách tổng thống Uruguay
| STT  | Chân dung                                       | Tên (Sinh–Mất)                                             | Thời gian tại nhiệm  | Thời gian tại nhiệm  | Đảng phái     | Năm đắc cử |
| ---- | ----------------------------------------------- | ---------------------------------------------------------- | -------------------- | -------------------- | ------------- | ---------- |
| 1    |                                                 | Nicolás Rodríguez Peña (1775–1853)                         | 9 tháng 7 năm 1814   | 25 tháng 8 năm 1814  |               |            |
| 2    |                                                 | Miguel Estanislao Soler (1783–1849)                        | 25 tháng 8 năm 1814  | 25 tháng 2 năm 1815  |               |            |
| 3    |                                                 | Fernando Otorgués (1774–1831)                              | 26 tháng 2 năm 1815  | Tháng 7 năm 1815     |               |            |
| 4    |                                                 | Miguel Barreiro (1789–1848)                                | Tháng 7 năm 1815     | 20 tháng 1 năm 1817  |               |            |
| 5    |                                                 | Carlos Frederico Lecor (1764–1836)                         | 20 tháng 1 năm 1817  | 3 tháng 2 năm 1826   |               |            |
| 6    |                                                 | Francisco de Paula Magessi Tavares de Carvalho (1769–1847) | 3 tháng 2 năm 1826   | 27 tháng 8 năm 1828  |               |            |
| 7    |                                                 | Juan Antonio Lavalleja (1784–1853)                         | 19 tháng 9 năm 1825  | 5 tháng 7 năm 1826   |               |            |
| 8    |                                                 | Joaquín Suárez (1781–1868)                                 | 5 tháng 7 năm 1826   | 12 tháng 10 năm 1827 |               |            |
| 9    |                                                 | Luis Eduardo Pérez (1774–1841)                             | 12 tháng 10 năm 1827 | 1 tháng 12 năm 1828  |               |            |
| (8)  |                                                 | Joaquín Suárez (1781–1868)                                 | 2 tháng 12 năm 1828  | 22 tháng 12 năm 1828 |               |            |
| 10   |                                                 | José Rondeau (1775–1844)                                   | 22 tháng 12 năm 1828 | 17 tháng 4 năm 1830  |               |            |
| (7)  |                                                 | Juan Antonio Lavalleja (1784–1853)                         | 17 tháng 4 năm 1830  | 24 tháng 10 năm 1830 | Độc lập       | —          |
| (9)  |                                                 | Luis Eduardo Pérez (1774–1841)                             | 24 tháng 10 năm 1830 | 6 tháng 11 năm 1830  | Độc lập       | —          |
| (10) |                                                 | Fructuoso Rivera (1784–1854)                               | 6 tháng 11 năm 1830  | 24 tháng 10 năm 1834 | Độc lập       | 1830       |
| 11   |                                                 | Carlos Anaya (1777–1862)                                   | 24 tháng 10 năm 1834 | 1 tháng 3 năm 1835   | Colorado      | —          |
| 12   |                                                 | Manuel Oribe (1792–1857)                                   | 1 tháng 3 năm 1835   | 24 tháng 10 năm 1838 | Quốc gia      | 1835       |
| 13   |                                                 | Gabriel Antonio Pereira (1794–1861)                        | 24 tháng 10 năm 1838 | 1 tháng 3 năm 1839   | Colorado      | —          |
| (10) |                                                 | Fructuoso Rivera (1784–1854)                               | 1 tháng 3 năm 1839   | 1 tháng 3 năm 1843   | Colorado      | 1839       |
| 12   |                                                 | Manuel Oribe (1792–1857)                                   | 16 tháng 2 năm 1843  | 8 tháng 10 năm 1851  | Đảng Quốc gia | —          |
| (8)  |                                                 | Joaquín Suárez (1781–1868)                                 | 1 tháng 3 năm 1843   | 15 tháng 2 năm 1852  | Colorado      | —          |
| 14   |                                                 | Bernardo Prudencio Berro (1803–1868)                       | 15 tháng 2 năm 1852  | 1 tháng 3 năm 1852   | Quốc gia      | —          |
| 15   |                                                 | Juan Francisco Giró (1791–1863)                            | 1 tháng 3 năm 1852   | 25 tháng 9 năm 1853  | Quốc gia      | 1852       |
| 16   |                                                 | Venancio Flores (1808–1868)                                | 25 tháng 9 năm 1853  | 12 tháng 3 năm 1854  | Colorado      | —          |
| (10) |                                                 | Fructuoso Rivera (1784–1854)                               | 25 tháng 9 năm 1853  | 13 tháng 1 năm 1854  | Colorado      | —          |
| (7)  |                                                 | Juan Antonio Lavalleja (1784–1853)                         | 25 tháng 9 năm 1853  | 22 tháng 10 năm 1853 | Độc lập       | —          |
| 16   |                                                 | Venancio Flores (1808–1868)                                | 12 tháng 3 năm 1854  | 10 tháng 9 năm 1855  | Colorado      | 1854       |
| 17   |                                                 | Luis Lamas (1807–1904)                                     | 29 tháng 8 năm 1855  | 10 tháng 9 năm 1855  | Conservative  | —          |
| 18   |                                                 | Manuel Basilio Bustamante (1785–1863)                      | 10 tháng 9 năm 1855  | 15 tháng 2 năm 1856  | Colorado      | —          |
| 19   |                                                 | José María Plá (1794–1869)                                 | 15 tháng 2 năm 1856  | 1 tháng 3 năm 1856   | Colorado      | —          |
| 13   |                                                 | Gabriel Antonio Pereira (1794–1861)                        | 1 tháng 3 năm 1856   | 1 tháng 3 năm 1860   | Colorado      | 1856       |
| (14) |                                                 | Bernardo Prudencio Berro (1803–1868)                       | 1 tháng 3 năm 1860   | 1 tháng 3 năm 1864   | Đảng Quốc gia | 1860       |
| 20   |                                                 | Atanasio Cruz Aguirre (1801–1875)                          | 1 tháng 3 năm 1864   | 15 tháng 2 năm 1865  | Đảng Quốc gia | —          |
| 21   |                                                 | Tomás Villalba (1805–1886)                                 | 15 tháng 2 năm 1865  | 20 tháng 2 năm 1865  | Đảng Quốc gia | —          |
| (16) |                                                 | Venancio Flores (1808–1868)                                | 20 tháng 2 năm 1865  | 15 tháng 2 năm 1868  | Colorado      | —          |
| 22   |                                                 | Pedro Varela (1837–1906)                                   | 15 tháng 2 năm 1868  | 1 tháng 3 năm 1868   | Colorado      | —          |
| 23   |                                                 | Lorenzo Batlle (1810–1887)                                 | 1 tháng 3 năm 1868   | 1 tháng 3 năm 1872   | Colorado      | 1868       |
| 24   |                                                 | Tomás Gomensoro Albín (1810–1900)                          | 1 tháng 3 năm 1872   | 1 tháng 3 năm 1873   | Colorado      | —          |
| 25   |                                                 | José Eugenio Ellauri (1834–1894)                           | 1 tháng 3 năm 1873   | 22 tháng 1 năm 1875  | Colorado      | 1873       |
| (22) |                                                 | Pedro Varela (1837–1906)                                   | 22 tháng 1 năm 1875  | 10 tháng 3 năm 1876  | Colorado      | —          |
| –    |                                                 | Lorenzo Latorre (1844–1916)                                | 10 tháng 3 năm 1876  | 1 tháng 3 năm 1879   | Colorado      | —          |
| 26   | 1 tháng 3 năm 1879                              | Lorenzo Latorre (1844–1916)                                | 15 tháng 3 năm 1880  | 1879                 | Colorado      |            |
| 27   |                                                 | Francisco Antonino Vidal (1825–1889)                       | 15 tháng 3 năm 1880  | 1 tháng 3 năm 1882   | Colorado      | —          |
| 28   |                                                 | Máximo Santos (1847–1889)                                  | 1 tháng 3 năm 1882   | 1 tháng 3 năm 1886   | Colorado      | —          |
| 27   |                                                 | Francisco Antonino Vidal (1825–1889)                       | 1 tháng 3 năm 1886   | 24 tháng 5 năm 1886  | Colorado      | 1886       |
| 28   |                                                 | Máximo Santos (1847–1889)                                  | 24 tháng 5 năm 1886  | 18 tháng 11 năm 1886 | Colorado      | —          |
| 29   |                                                 | Máximo Tajes (1852–1912)                                   | 18 tháng 11 năm 1886 | 1 tháng 3 năm 1890   | Colorado      | —          |
| 30   |                                                 | Julio Herrera y Obes (1841–1912)                           | 1 tháng 3 năm 1890   | 1 tháng 3 năm 1894   | Colorado      | 1890       |
| 31   |                                                 | Duncan Stewart (1833–1923)                                 | 1 tháng 3 năm 1894   | 21 tháng 3 năm 1894  | Colorado      | —          |
| 32   |                                                 | Juan Idiarte Borda (1844–1897)                             | 21 tháng 3 năm 1894  | 25 tháng 8 năm 1897  | Colorado      | 1894       |
| 33   |                                                 | Juan Lindolfo Cuestas (1837–1905)                          | 25 tháng 8 năm 1897  | 10 tháng 2 năm 1898  | Colorado      | —          |
| 33   | 10 tháng 2 năm 1898                             | Juan Lindolfo Cuestas (1837–1905)                          | 15 tháng 2 năm 1899  |                      | Colorado      | —          |
| 34   |                                                 | José Batlle y Ordóñez (1856–1929)                          | 15 tháng 2 năm 1899  | 1 tháng 3 năm 1899   | Colorado      | —          |
| (33) |                                                 | Juan Lindolfo Cuestas (1837–1905)                          | 1 tháng 3 năm 1899   | 1 tháng 3 năm 1903   | Colorado      | 1899       |
| (34) |                                                 | José Batlle y Ordóñez (1856–1929)                          | 1 tháng 3 năm 1903   | 1 tháng 3 năm 1907   | Colorado      | 1903       |
| 35   |                                                 | Claudio Williman (1861–1934)                               | 1 tháng 3 năm 1907   | 1 tháng 3 năm 1911   | Colorado      | 1907       |
| (34) |                                                 | José Batlle y Ordóñez (1856–1929)                          | 1 tháng 3 năm 1911   | 1 tháng 3 năm 1915   | Colorado      | 1911       |
| 36   |                                                 | Feliciano Viera (1872–1927)                                | 1 tháng 3 năm 1915   | 1 tháng 3 năm 1919   | Colorado      | 1915       |
| 37   |                                                 | Baltasar Brum (1883–1933)                                  | 1 tháng 3 năm 1919   | 1 tháng 3 năm 1923   | Colorado      | 1919       |
| 38   |                                                 | José Serrato (1868–1960)                                   | 1 tháng 3 năm 1923   | 1 tháng 3 năm 1927   | Colorado      | 1922       |
| 39   |                                                 | Juan Campisteguy (1859–1937)                               | 1 tháng 3 năm 1927   | 1 tháng 3 năm 1931   | Colorado      | 1926       |
| 40   |                                                 | Gabriel Terra (1873–1942)                                  | 1 tháng 3 năm 1931   | 31 tháng 3 năm 1933  | Colorado      | 1930       |
| 40   | 31 tháng 3 năm 1933                             | Gabriel Terra (1873–1942)                                  | 18 tháng 5 năm 1934  |                      | Colorado      |            |
| 40   | 18 tháng 5 năm 1934                             | Gabriel Terra (1873–1942)                                  | 19 tháng 6 năm 1938  |                      | Colorado      |            |
| 41   |                                                 | Alfredo Baldomir (1884–1948)                               | 19 tháng 6 năm 1938  | 21 tháng 2 năm 1942  | Colorado      | 1938       |
| –    | 21 tháng 2 năm 1942                             | Alfredo Baldomir (1884–1948)                               | 1 tháng 3 năm 1943   | —                    | Colorado      |            |
| 42   |                                                 | Juan José de Amézaga (1881–1956)                           | 1 tháng 3 năm 1943   | 1 tháng 3 năm 1947   | Colorado      | 1942       |
| 43   |                                                 | Tomás Berreta (1875–1947)                                  | 1 tháng 3 năm 1947   | 2 tháng 8 năm 1947   | Colorado      | 1946       |
| 44   |                                                 | Luis Batlle Berres (1897–1964)                             | 2 tháng 8 năm 1947   | 1 tháng 3 năm 1951   | Colorado      | —          |
| 45   |                                                 | Andrés Martínez Trueba (1884–1959)                         | 1 tháng 3 năm 1951   | 1 tháng 3 năm 1952   | Colorado      | 1950       |
| 46   |                                                 | Hội đồng Chuyển tiếp Quốc gia 1952–55                      | 1 tháng 3 năm 1952   | 1 tháng 3 năm 1955   | Colorado      | —          |
| 47   |                                                 | Hội đồng Chuyển tiếp Quốc gia 1955–59                      | 1 tháng 3 năm 1955   | 1 tháng 3 năm 1959   | Colorado      | 1954       |
| 48   |                                                 | Hội đồng Chuyển tiếp Quốc gia 1959–63                      | 1 tháng 3 năm 1959   | 1 tháng 3 năm 1963   | Quốc gia      | 1958       |
| 49   |                                                 | Hội đồng Chuyển tiếp Quốc gia 1963–67                      | 1 tháng 3 năm 1963   | 1 tháng 3 năm 1967   | Quốc gia      | 1962       |
| 50   |                                                 | Óscar Diego Gestido (1901–1967)                            | 1 tháng 3 năm 1967   | 6 tháng 12 năm 1967  | Colorado      | 1966       |
| 51   |                                                 | Jorge Pacheco Areco (1920–1998)                            | 6 tháng 12 năm 1967  | 1 tháng 3 năm 1972   | Colorado      | —          |
| 52   |                                                 | Juan María Bordaberry (1928–2011)                          | 1 tháng 3 năm 1972   | 27 tháng 6 năm 1973  | Colorado      | 1971       |
| 52   | 27 tháng 6 năm 1973                             | Juan María Bordaberry (1928–2011)                          | 12 tháng 6 năm 1976  | —                    | Colorado      |            |
| 53   |                                                 | Alberto Demicheli (1896–1980)                              | 12 tháng 6 năm 1976  | 1 tháng 9 năm 1976   | Colorado      | —          |
| 54   |                                                 | Aparicio Méndez (1904–1988)                                | 1 tháng 9 năm 1976   | 1 tháng 9 năm 1981   | Quốc gia      | —          |
| 55   | Tập tin:Gregorio Álvarez y Reynaldo Bignone.png | Gregorio Conrado Álvarez (1925–2016)                       | 1 tháng 9 năm 1981   | 12 tháng 2 năm 1985  | Quân đội      | —          |
| 56   |                                                 | Rafael Addiego Bruno (1923–2014)                           | 12 tháng 2 năm 1985  | 1 tháng 3 năm 1985   | Civic Union   | —          |
| 57   |                                                 | Julio María Sanguinetti (born 1936)                        | 1 tháng 3 năm 1985   | 1 tháng 3 năm 1990   | Colorado      | 1984       |
| 58   |                                                 | Luis Alberto Lacalle (born 1941)                           | 1 tháng 3 năm 1990   | 1 tháng 3 năm 1995   | Đảng Quốc gia | 1989       |
| 59   |                                                 | Julio María Sanguinetti (born 1936)                        | 1 tháng 3 năm 1995   | 1 tháng 3 năm 2000   | Colorado      | 1994       |
| 60   |                                                 | Jorge Batlle (1927–2016)                                   | 1 tháng 3 năm 2000   | 1 tháng 3 năm 2005   | Colorado      | 1999       |
| 61   |                                                 | Tabaré Vázquez (1940–2020)                                 | 1 tháng 3 năm 2005   | 1 tháng 3 năm 2010   | Broad Front   | 2004       |
| 62   |                                                 | José Mujica (born 1935)                                    | 1 tháng 3 năm 2010   | 1 tháng 3 năm 2015   | Broad Front   | 2009       |
| 63   |                                                 | Tabaré Vázquez (1940–2020)                                 | 1 tháng 3 năm 2015   | 1 tháng 3 năm 2020   | Broad Front   | 2014       |
| 64   |                                                 | Luis Alberto Lacalle Pou (born 1973)                       | 1 tháng 3 năm 2020   | Đương nhiệm          | Đảng Quốc gia | 2019       |